# 高原鼠茅
高原鼠茅（学名：Vulpia alpina）为禾本科鼠茅属下的一个种。

## 扩展阅读
- 維基物種上的相關：高原鼠茅